# Lagynodes ooii
Lagynodes ooii är en stekelart som beskrevs av Paul Dessart 1991. Lagynodes ooii ingår i släktet Lagynodes och familjen trefåresteklar. Inga underarter finns listade i Catalogue of Life.